# Lorenzo Pope
Lorenzo Antonio Larry Pope (ur. 12 czerwca 2001 w Ōtāhuhu) – australijski siatkarz pochodzenia nowozelandzkiego, reprezentant Australii, grający na pozycji przyjmującego. 
Jego mama dała mu imię Lorenzo, ponieważ zawsze lubiła aktora Lorenzo Lamasa, motocyklistę z serialu „Renegat”. Jego rodzice grali zawodowo w siatkówkę. W kadrze narodowej Australii zadebiutował w pierwszym meczu Ligi Narodów 2022 z reprezentacją Brazylii.

## Sukcesy klubowe
Puchar CEV:
- 2023[7]

## Statystyki zawodnika[8]

### Liga Narodów 2022

#### Rankingi
| Ranking     | Miejsce | Liczba                      |
| ----------- | ------- | --------------------------- |
| przyjmujący | 3.      | 32% perfekcyjnego przyjęcia |
| atakujący   | 10.     | 134 punktów                 |
| punktujący  | 12.     | 148 punktów                 |
| blokujący   | 17.     | 11 bloków punktowych        |

| Statystyki zawodnika | Statystyki zawodnika | Statystyki zawodnika | Statystyki zawodnika | Statystyki zawodnika | Statystyki zawodnika | Statystyki zawodnika | Statystyki zawodnika | Statystyki zawodnika | Statystyki zawodnika | Statystyki zawodnika | Statystyki zawodnika | Statystyki zawodnika | Statystyki zawodnika | Statystyki zawodnika |
| Rozegrane mecze      | Rozegrane mecze      | Rozegrane mecze      | Punkty               | Zagrywka             | Zagrywka             | Zagrywka             | Przyjęcie            | Przyjęcie            | Przyjęcie            | Atak                 | Atak                 | Atak                 | Atak                 | Blok                 |
| Runda                | Wynik                | Przeciwnik           | Punkty               | Suma                 | Błąd                 | As                   | Suma                 | Błąd                 | %                    | Suma                 | Błąd                 | ZPA                  | %                    | Blok                 |
| -------------------- | -------------------- | -------------------- | -------------------- | -------------------- | -------------------- | -------------------- | -------------------- | -------------------- | -------------------- | -------------------- | -------------------- | -------------------- | -------------------- | -------------------- |
| Grupa 1              | 0:3                  | Brazylia             | 18                   | 5                    | 4                    | 0                    | 12                   | 1                    | 8%                   | 31                   | 6                    | 15                   | 48%                  | 3                    |
| Grupa 1              | 0:3                  | Słowenia             | 12                   | 9                    | 3                    | 0                    | 27                   | 0                    | 52%                  | 21                   | 2                    | 11                   | 52%                  | 1                    |
| Grupa 1              | 1:3                  | Iran                 | Nie grał             | Nie grał             | Nie grał             | Nie grał             | Nie grał             | Nie grał             | Nie grał             | Nie grał             | Nie grał             | Nie grał             | Nie grał             | Nie grał             |
| Grupa 1              | 0:3                  | Holandia             | 18                   | 6                    | 4                    | 1                    | 14                   | 5                    | 7%                   | 23                   | 2                    | 16                   | 69%                  | 1                    |
| Grupa 4              | 1:3                  | Kanada               | 15                   | 11                   | 3                    | 0                    | 20                   | 2                    | 30%                  | 35                   | 5                    | 13                   | 37%                  | 2                    |
| Grupa 4              | 3:2                  | Bułgaria             | 21                   | 14                   | 2                    | 1                    | 31                   | 3                    | 26%                  | 35                   | 7                    | 20                   | 57%                  | 0                    |
| Grupa 4              | 0:3                  | Polska               | Nie grał             | Nie grał             | Nie grał             | Nie grał             | Nie grał             | Nie grał             | Nie grał             | Nie grał             | Nie grał             | Nie grał             | Nie grał             | Nie grał             |
| Grupa 4              | 0:3                  | Serbia               | 13                   | 6                    | 3                    | 0                    | 27                   | 1                    | 37%                  | 19                   | 4                    | 11                   | 58%                  | 2                    |
| Grupa 5              | 1:3                  | Japonia              | 22                   | 8                    | 4                    | 0                    | 36                   | 4                    | 36%                  | 32                   | 5                    | 21                   | 66%                  | 1                    |
| Grupa 5              | 1:3                  | Niemcy               | 17                   | 11                   | 5                    | 0                    | 36                   | 3                    | 28%                  | 26                   | 3                    | 16                   | 61%                  | 1                    |
| Grupa 5              | 1:3                  | Argentyna            | 12                   | 15                   | 2                    | 1                    | 31                   | 4                    | 39%                  | 20                   | 4                    | 11                   | 55%                  | 0                    |
| Grupa 5              | 0:3                  | Francja              | Nie grał             | Nie grał             | Nie grał             | Nie grał             | Nie grał             | Nie grał             | Nie grał             | Nie grał             | Nie grał             | Nie grał             | Nie grał             | Nie grał             |
| Razem                | Razem                | Razem                | 148                  | 85                   | 30                   | 3                    | 234                  | 23                   | 32%                  | 242                  | 38                   | 134                  | 56%                  | 11                   |

- ZPA - zdobyte punkty atakiem